# Буранов, Данила Олегович
Дани́ла Оле́гович Бура́нов (род. 11 февраля 1996, Москва) — российский футболист, полузащитник. Мастер спорта России (2013). Чемпион Европы в возрастной категории до 17 лет.

## Биография
Родился 11 февраля 1996 года в Москве.
Воспитанник ФШМ «Торпедо». Первый тренер игрока — Александр Коробицын. Позднее перешёл в состав московского «Спартака», стал выступать за дублирующий состав. После завершения контракта с московским «Спартаком» в 2015 году летом перешёл в армавирское «Торпедо» на правах свободного агента. Первую половину 2016 года провёл в белорусской «Белшине». В феврале 2017 перешёл в тульский «Арсенал», за который дебютировал 19 марта в гостевой игре против «Зенита» (0:2) — вышел на замену на 77 минуте.
С 2011 года выступал за юношескую сборную России 1996 года, дебютировав за неё в товарищеском матче. В 2012 году в её составе принимал участие в международном турнире «Монтегю» и Мемориале Виктора Банникова. На мемориале сборная заняла второе место, в финале в серии пенальти уступив сборной Украины. На юношеском чемпионате Европы 2013 он провёл четыре встречи, а его команда стала чемпионом Европы в возрастной категории до 17 лет.

## Достижения
- Победитель чемпионата Европы (до 17 лет) (1): 2013